# Cattedrale di San Vincenzo de' Paoli
La cattedrale di San Vincenzo de' Paoli (in francese: Cathédrale Saint-Vincent-de-Paul) è la cattedrale cattolica di Tunisi, chiesa madre della medesima arcidiocesi, che comprende l'intero territorio della Tunisia.
È intitolata a san Vincent de Paul, presbitero, venduto come schiavo a Tunisi. 
Il tempio si affaccia sulla piazza Indipendenza, tra l'avenue Habib Bourguiba e l'avenue de France, di fronte al palazzo dell'ambasciata di Francia.

## Storia
Una prima chiesa venne edificata sul sito nel 1881; la prima pietra venne posta dal cardinale Lavigerie il 7 novembre. Questa prima cattedrale cadde presto in rovina, perché costruita troppo rapidamente e senza tenere conto delle condizioni del terreno. 
L'edificazione dell'attuale edificio iniziò nel 1893. La cattedrale, in stile romanico - bizantino, non ancora completata (con i campanili provvisori in legno), venne inaugurata nel Natale del 1897
Un modus vivendi, concordato tra la Repubblica tunisina e la Santa Sede nel 1964, fece della cattedrale, insieme ad alcuni altri luoghi di culto, una proprietà della Chiesa cattolica. L'accordo è tuttora in vigore.

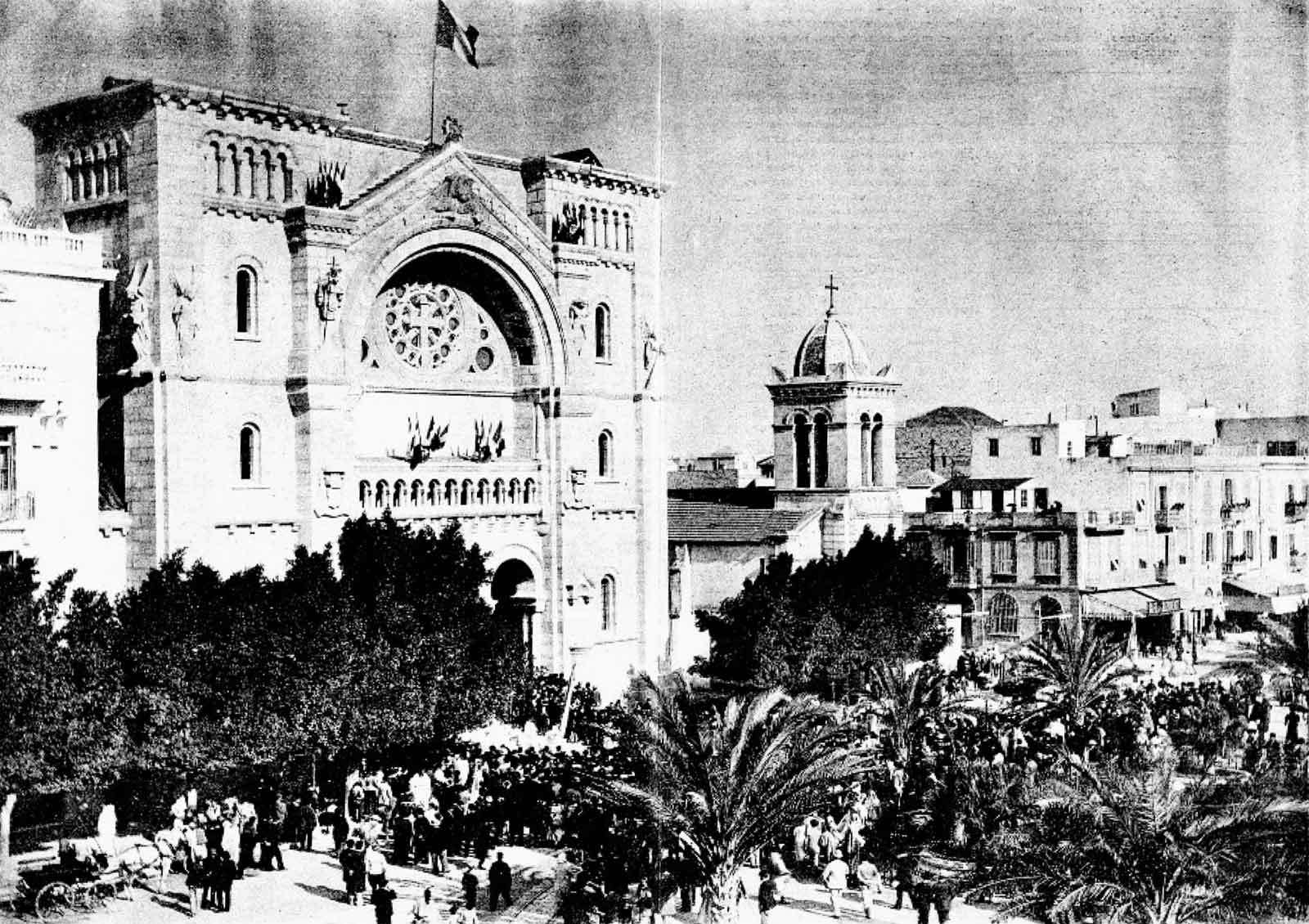
Inaugurazione (1897)
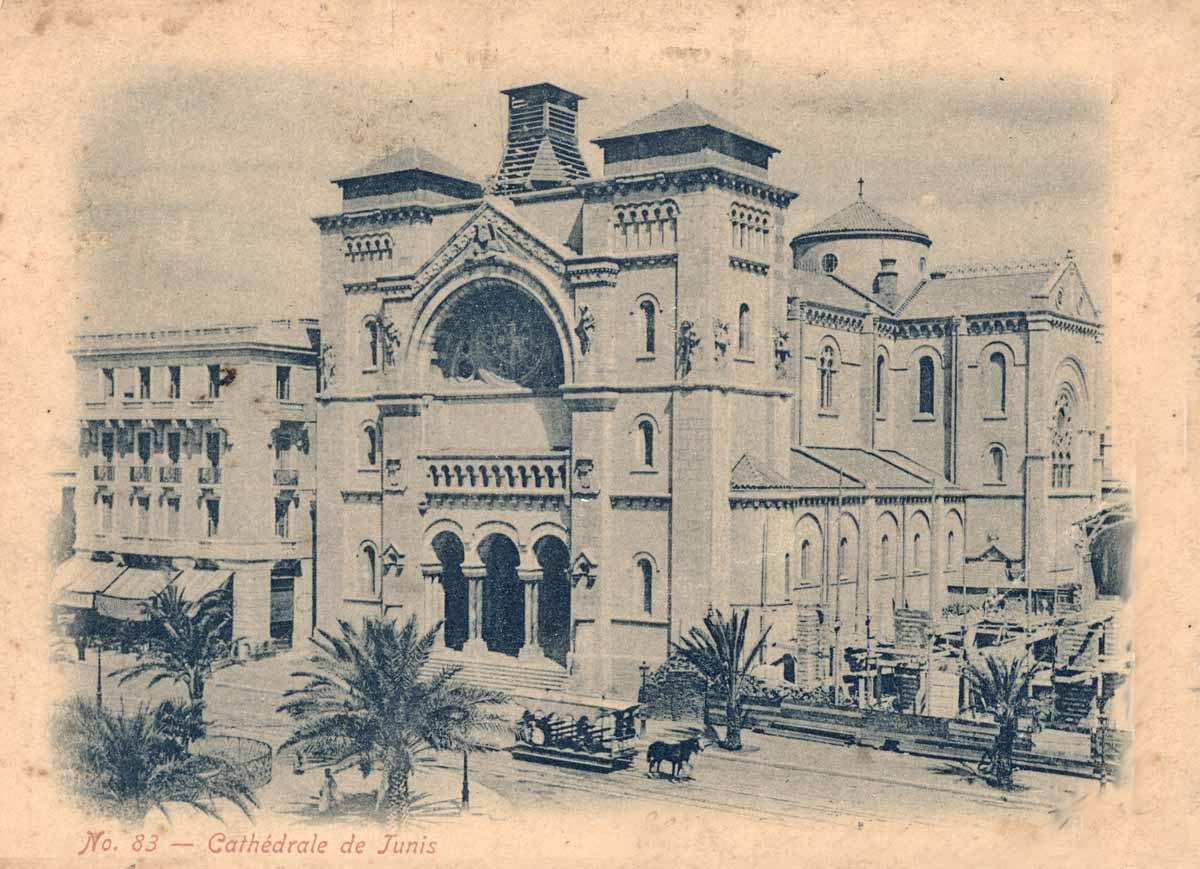
Circa 1900
1932
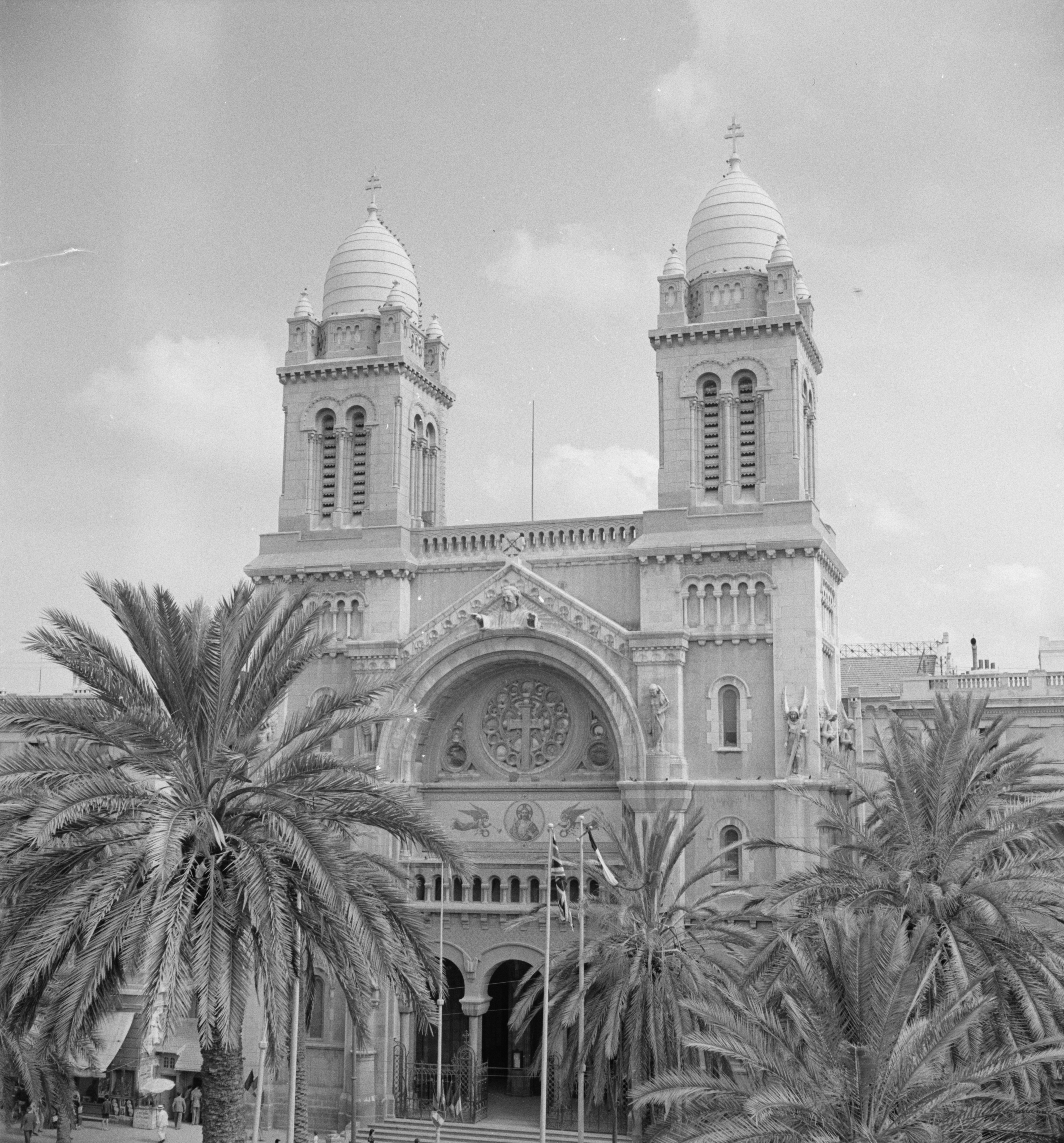
1943
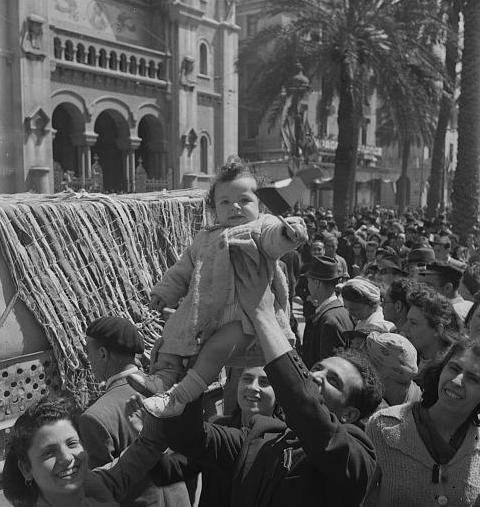
Liberazione di Tunisi, 1943
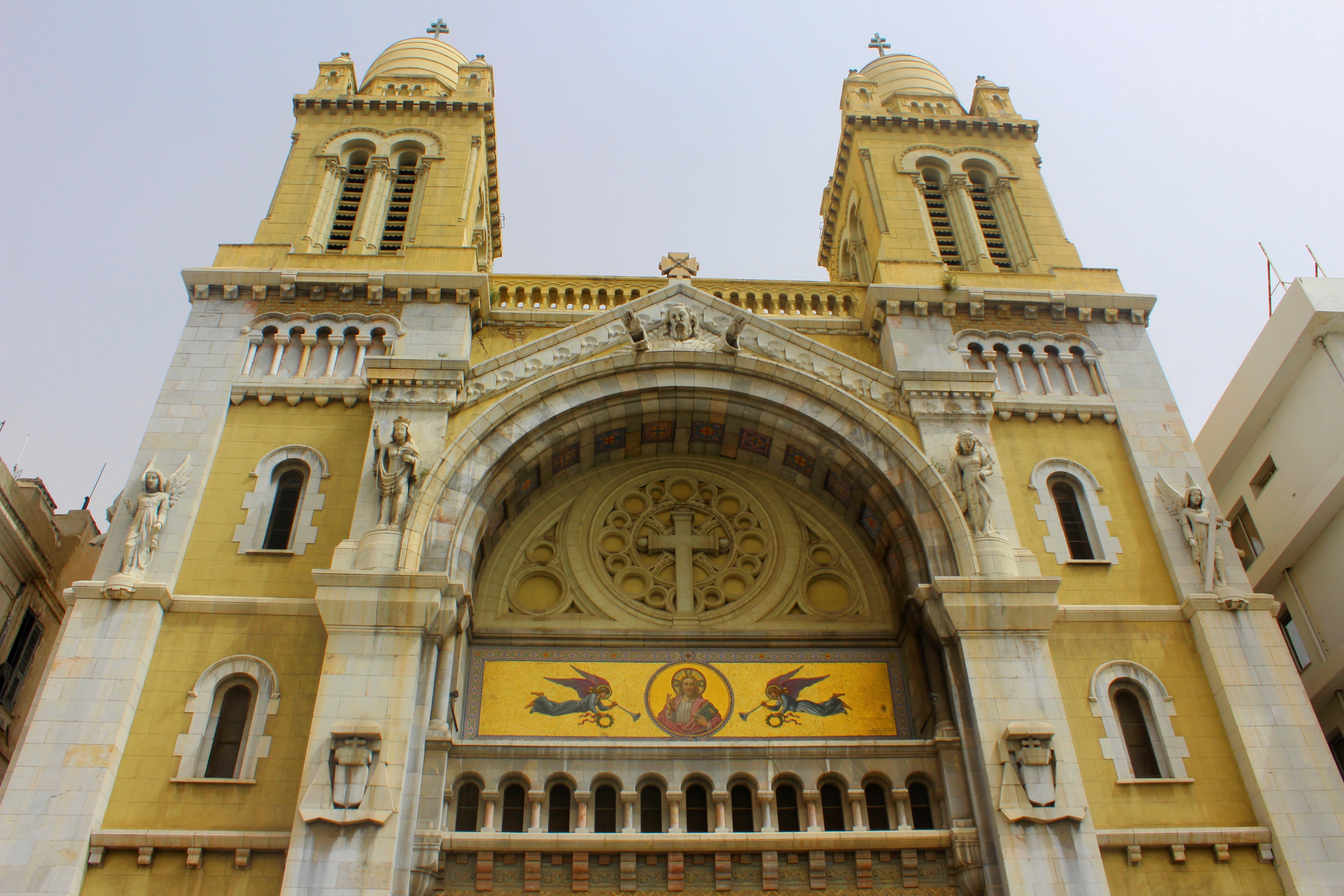
Particolare della facciata
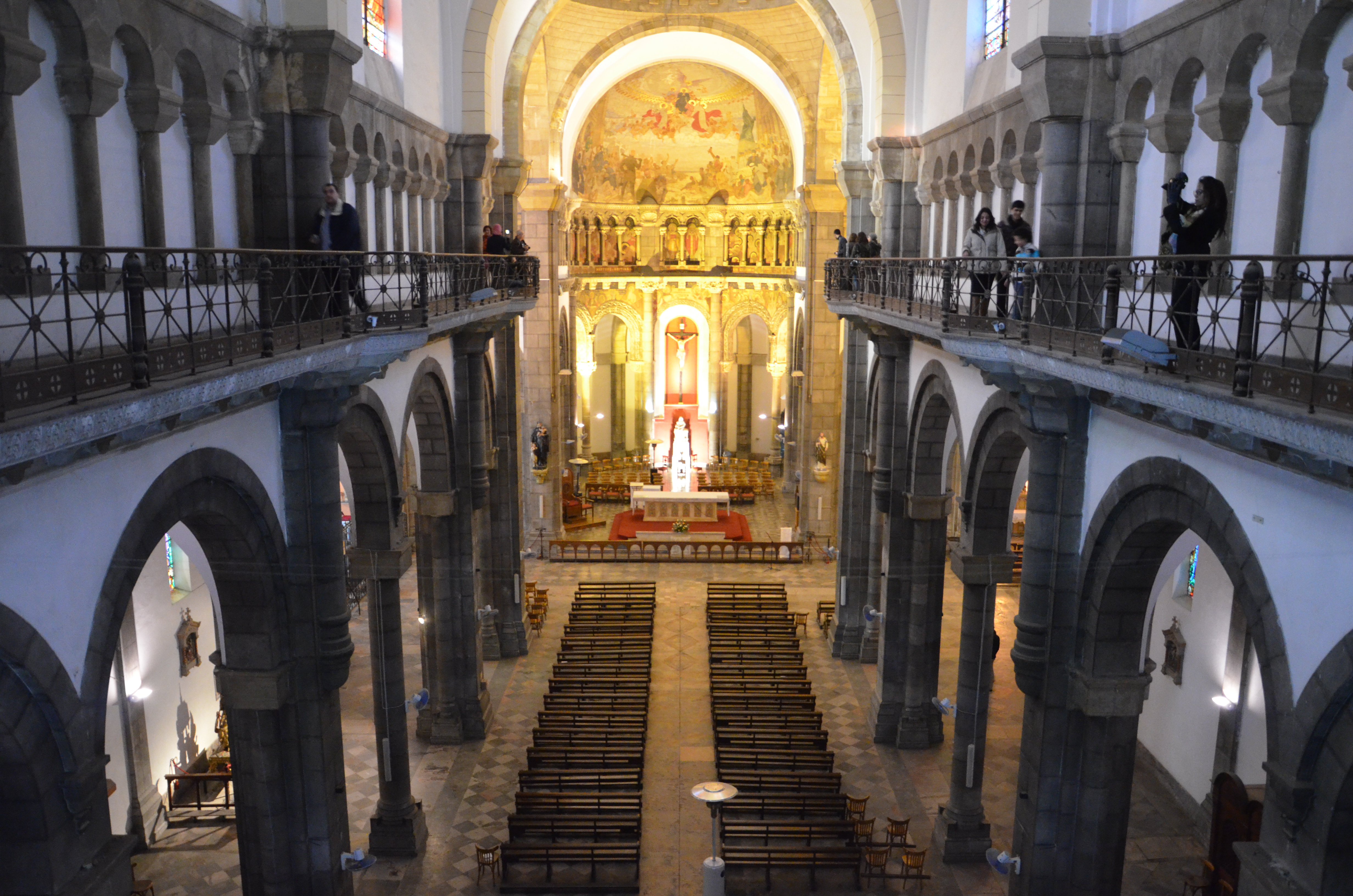
Interni
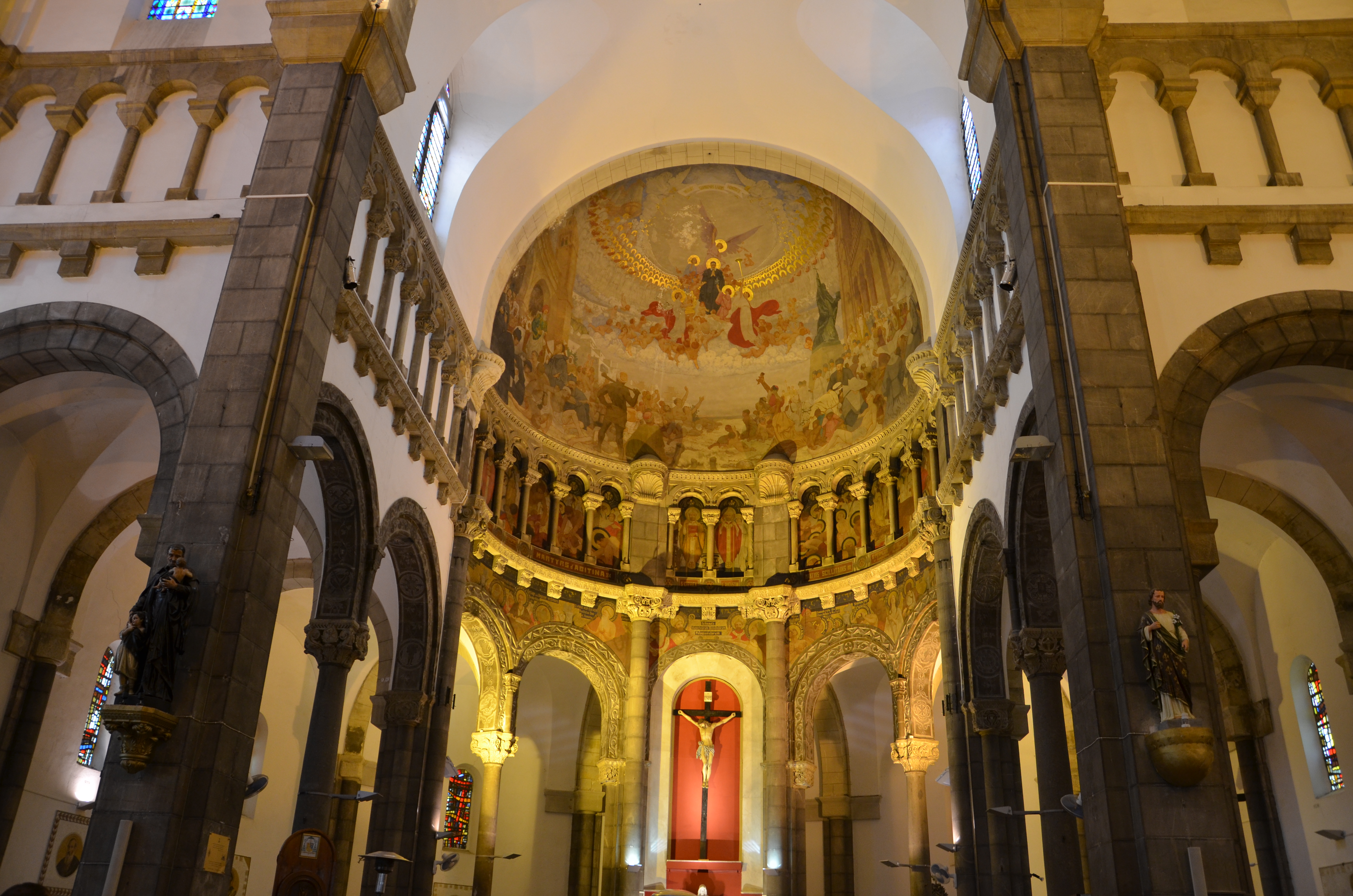
Abside
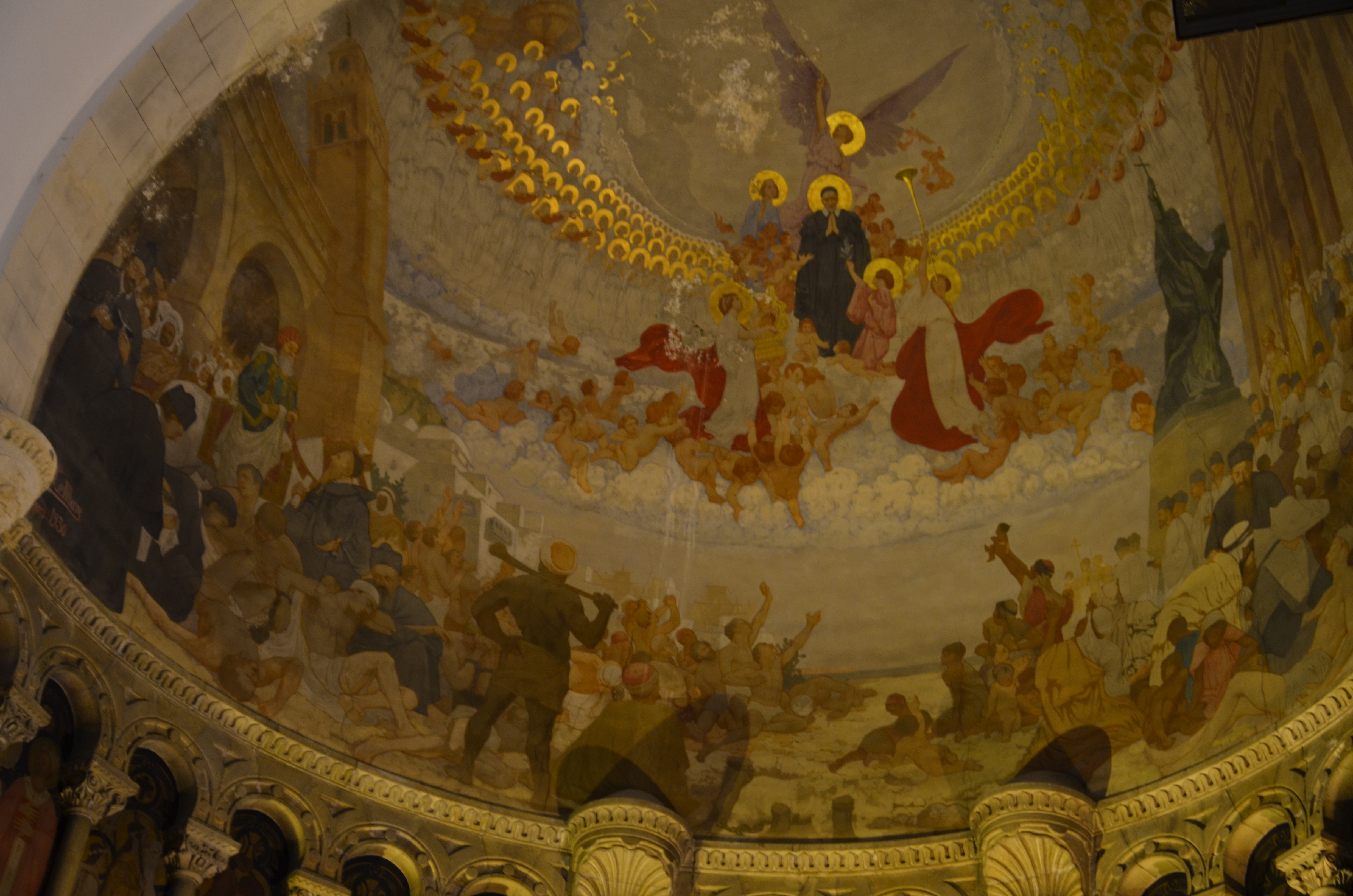
Abside
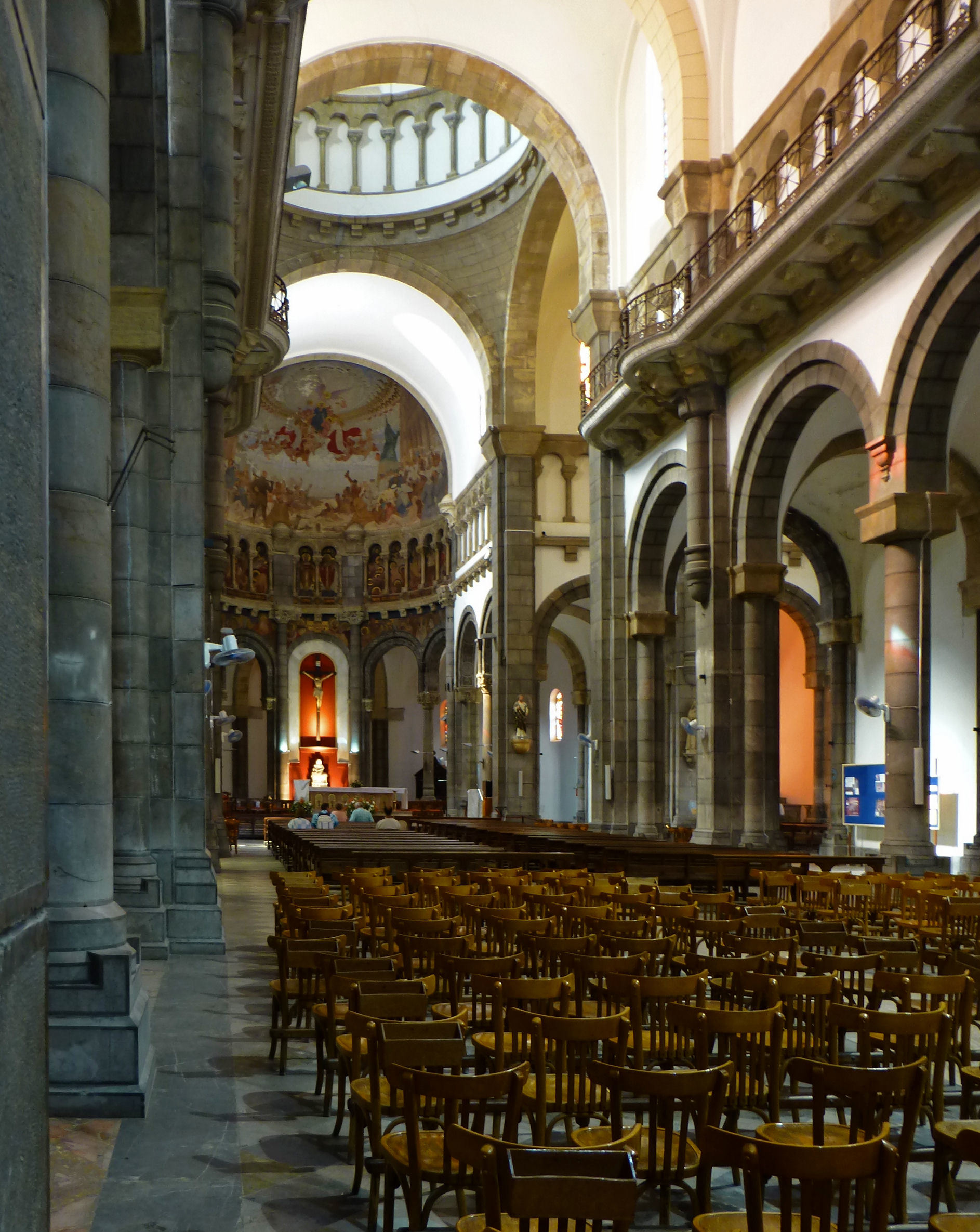
Navata